# Вулиця Радистів (Київ)
Ву́лиця Ради́стів — вулиця в Деснянському районі міста Києва, місцевості Биківня, селище Радистів. Пролягає від Броварського проспекту до вулиці Григорія Косинки.
Прилучаються вулиці Миргородська, Путивльська, Бобринецька, Дмитра Захарчука, Іси Мунаєва, провулки В'ячеслава Радіонова, Корецький та Биківнянський.

## Історія
Вулиця виникла у середині XX століття під назвою 835-а Нова, з 1953 року набула назву Кисловодський провулок. У 1958 році, після об'єднання з Новою вулицею, отримала назву Краківська вулиця і досягла теперішньої довжини. Сучасна назва — з 1961 року.